# كليرمون فيران
كليرمون فيران (بالفرنسية: Clermont-Ferrand) هي مدينة وبلدية فرنسية تابعة لإقليم بوي دي دوم تقع في الجزء الجنوب الشرقي من فرنسا (منطقة أوفرن) وعاصمة الإقليم وعاصمة المنطقة ويقطنها حوالي 142402 نسمة حسب إحصائيات سنة 2011.

## التاريخ

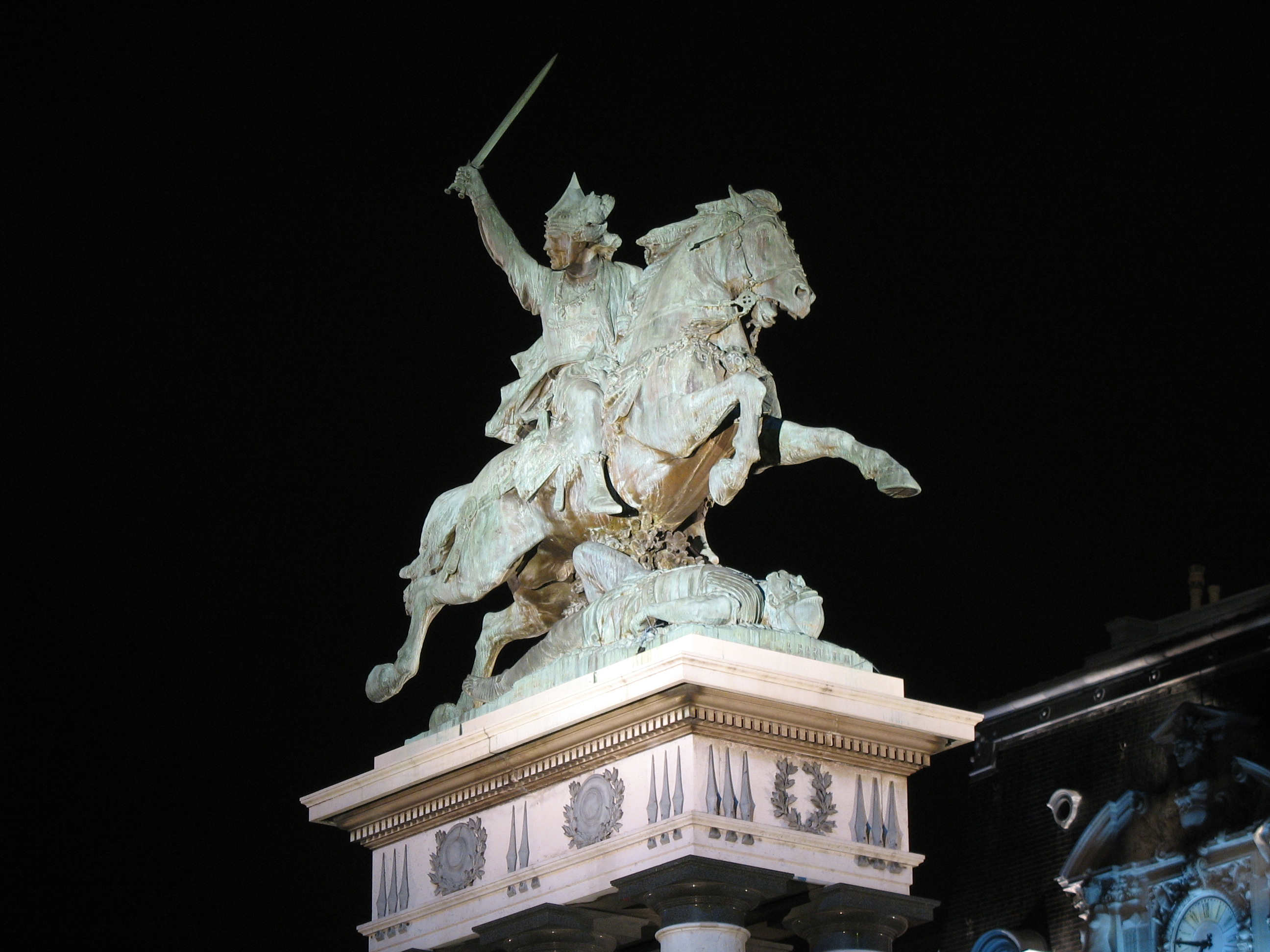
تمثال لفرسن جتريكس أقامه فريديريك أوغست بارتولدي في الساحة الرئيسية للمدينة

### النقل

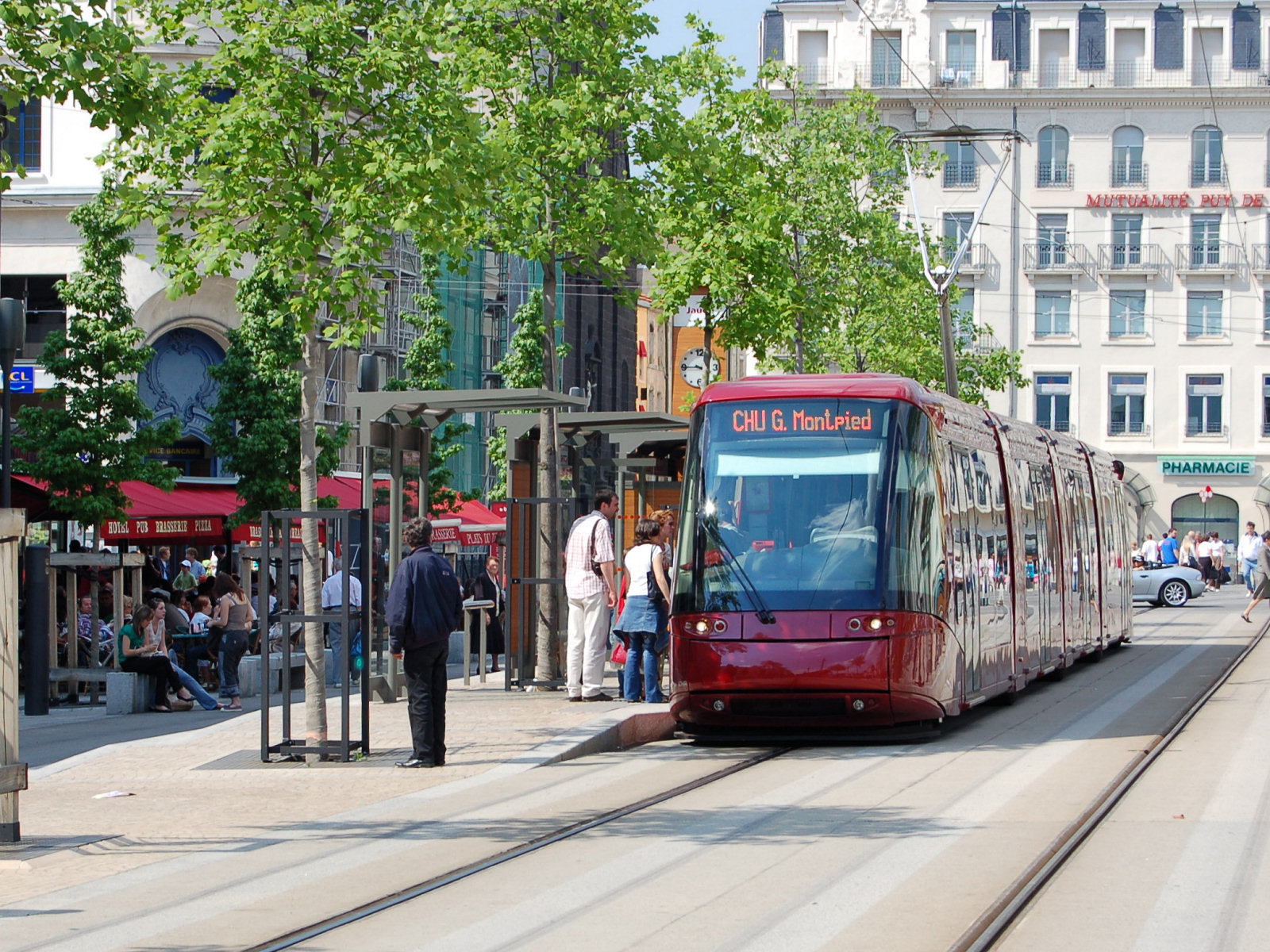
الترامواي في كليرمون فيران

## توأمة
لكليرمون فيران اتفاقيات توأمة مع كل من:
- سيواس
- ريغنسبورغ (1969 - )
- نورمان
- أوفييدو
- أبردين
- مراكش
- غوميل (21 أكتوبر 1977 - )

## أعلام
- نيكولا شامفور
- أفيتوس
- كابرييلا باباداكيس
- بليز باسكال
- لولو فيراري

## وصلات خارجية
- الموقع الرسمي للمدينة